# Montego Bay
Montego Bay (en español: Bahía Montego) es una bahía y ciudad ubicada en la parroquia de Saint James, en la costa noroeste de Jamaica.
El nombre original de la bahía es Golfo del Buen Tiempo, nombre con el cual la bautizó Cristóbal Colón durante su segundo viaje.  Durante el siglo XVI, en época de la Jamaica española, debido al intenso comercio de manteca realizado en la bahía, se le habría llamado coloquialmente Bahía de la Mantega (ortografía de «manteca» en Asturias, Aragón y Cataluña); dicho nombre, mal pronunciado por los ingleses, acabaría en Montego Bay.
En la bahía se encuentra la homónima ciudad.  Es la cuarta ciudad más poblada del país, con aproximadamente 79.830 habitantes, según cifras del censo del año 2010.
En sus inmediaciones se encuentra el Aeropuerto Internacional Sir Donald Sangster, el más grande de la isla. 
Es conocida por la celebración en la misma de la llamada Convención de Montego Bay, que regula el derecho del mar.